# Pristimantis floridus
Pristimantis floridus är en groddjursart som först beskrevs av Lynch och William Edward Duellman 1997.  Pristimantis floridus ingår i släktet Pristimantis och familjen Strabomantidae. IUCN kategoriserar arten globalt som sårbar. Inga underarter finns listade i Catalogue of Life.